# Kromosom 1 (mennesket)
Kromosom 1 er betegnelsen for det største mennesklige kromosom. Mennesket har to kopier af kromosom 1, som det gælder alle de autosome kromosomer, dvs. de, som ikke er kønskromosomer. Kromosom 1 omfatter omkring 249 millioner nucleotide basepar, som er de grundlæggende informationsenheder for DNA. Dette store kromosom repræsenterer omkring 8% af den samlede mængde DNA i menneskelige celler.

## Gener
At fastlægge de gener, som befinder sig på hvert kromosom, er et aktivt område for genforskningen. Kromosom 1 menes at indeholde et sted imellem 1.958 og 2.104 protein kodende gener, afhængig af definition. Det var det sidste kromosom, som blev kortlagt, hvilket sket omkring tyve år efter påbegyndelsen af projektet til kortlægning af menneskets arvemasse.
Centromeret befinder sig ikke i kromosomets midte, hvorfor det opdeler kromosomet i en kort del (kaldet p-armen) og en lang del (q-armen). Blandt de gener, som findes på kromosom 1, er følgende:

### p-armen
| p-armen | p-armen                                                                          |
| Gen     | Beskrivelse                                                                      |
| ------- | -------------------------------------------------------------------------------- |
| ACADM   | acyl-Coenzym A dehydrogenase, C-4 til C-12, lige kæde                            |
| COL11A1 | kollagen, type XI, alfa 1                                                        |
| CPT2    | Karnitin palmitoyltransferase II                                                 |
| DBT     | dihydrolipoamid forgrenet-kæde transacylase E2                                   |
| DIRAS3  | DIRAS-gruppen, GTP-bindende RAS-lignende 3                                       |
| ESPN    | espin (autosomal recessiv døvhed 36)                                             |
| GALE    | UDP-galaktose-4-epimerase                                                        |
| GJB3    | gap junction-protein, beta 3, 31kDa (connexin 31)                                |
| HMGCL   | 3-hydroxymethyl-3-methylglutaryl-Coenzym A lyase (hydroxymethylglutaricaciduria) |
| KCNQ4   | kalium spændingstyret kanal, KQT-lignende undergruppe, medlem 4                  |
| KIF1B   | kinesin-gruppe, medlem 1B                                                        |
| MFN2    | mitofusin 2                                                                      |
| MTHFR   | 5,10-methylenetetrahydrofolat reduktase (NADPH)                                  |
| MUTYH   | mutY homolog (E. coli)                                                           |
| NGF     | Nervevækstfaktor                                                                 |
| PARK7   | Parkinsons sygdom (autosomal recessiv, tidlig indtræden) 7                       |
| PINK1   | PTEN induceret putativ kinase 1                                                  |
| PLOD1   | prokollagen-lysin 1, 2-oxoglutarat 5-dioxygenase 1                               |
| TSHB    | thyroid-stimulerende hormon, beta                                                |
| UROD    | uroporphyrinogen decarboxylase (genet for porfyri cutanea tarda)                 |

### q-armen
| q-armen | q-armen                                                                         |
| Gen     | Beskrivelse                                                                     |
| ------- | ------------------------------------------------------------------------------- |
| ASPM    | en determinant for hjernens størrelse                                           |
| F5      | koagulationsfaktor V (proaccelerin, labil faktor)                               |
| FMO3    | flavin indeholdende monooxygenase 3                                             |
| GBA     | glucosidase, beta; syre (omfatter glucocerebrosidase) (gen for Gauchers sygdom) |
| GLC1A   | gen for grøn stær                                                               |
| HFE2    | hæmokromatose type 2 (ungdom)                                                   |
| HPC1    | gen for prostatakræft                                                           |
| IRF6    | gen for dannelse af bindevæv                                                    |
| LMNA    | lamin A/C                                                                       |
| MPZ     | myelin-protein nul. Charcot-Marie-Tooth neuropati 1B (CMT)                      |
| MTR     | 5-methyltetrahydrofolat-homocystein methyltransferase                           |
| PPOX    | protoporfyrinogen oxidase                                                       |
| PSEN2   | presenilin 2 (Alzheimers sygdom 4)                                              |
| SDHB    | succinatdehydrogenase (ravsyrehydrogenase) kompleks underenhed B                |
| TNNT2   | kardial troponin T2                                                             |
| USH2A   | Ushers syndrom 2A (autosomal recessiv, mild)                                    |

## Sygdomme og fejlfunktioner
Der er 890 kendte sygdomme, som er forbundet med dette kromosom, og det knyttes dermed til det største antal af de kendte genetiske sygdomme blandt menneskets kromosomer. Nogle af kromosomændringerne er relateret til kræft og kræftlignede tilstande og er somatiske, dvs. at de er sket i celler i løbet af personens levetid og kun findes i tumorcellerne. Fejlfunktioner kan optræde som følge af, at dele af kromosomet mangler eller omvendt, at der forekommer duplikation af dele af det. Ligeledes kan visse segmenter være tilføjet (partiel trisomi) eller fjernet (partiel monosomi), og endelig ses også en cirkulær form af kromosomet, som opstår, når det brydes to steder og enderne slutter sig sammen.
Sygdomme og fejlfunktioner kan involvere en kombination af kromosomer, så en fejl i kromosom 1 kan være uden betydning, medmindre en anden genetisk fejl er til stede samtidig.
Blandt de sygdomme, som fejl i kromosom 1 kan medføre, er døvhed, Alzheimers sygdom, grøn stær og brystkræft. I det følgende er anført nogle af de sygdomme, som er relateret til gener i kromosom 1.
| - 1q21.1 mangelsyndrom - 1q21.1 duplikeringssyndrom - 3-hydroxy-3-methyl-glutaryl-CoA lyasemangel - Ahornsirup-urin-sygdom - Alzheimers sygdom - Alzheimers sygdom, type 4 - Brystkræft - Brooke Greenberg-sygdom (syndrom X) - Charcot-Marie-Tooths sygdom - Charcot-Marie-Tooths sygdom, type 1 - Charcot-Marie-Tooths sygdom, type 2 - kollagenose, typerne II og XI - Kongenit hypothyreose - Døvhed, autosomal recessiv døvhed 36 - Døvhed, non-syndromisk - Døvhed, non-syndromisk, autosomal dominant - Døvhed, non-syndromisk, autosomal recessiv - Ehlers-Danlos-syndrom - Ehlers-Danlos-syndrom, kyphoscoliosis-type - Faktor V Leiden-forårsaget trombofili - Familiær adenomatøs polypose - Galaktosæmi - Gauchers sygdom - Gauchers sygdom type 1 - Gauchers sygdom type 2 - Gauchers sygdom type 3 - Gaucher-lignende sygdom | - Corneal dystrophy, geleagtig, dråbelignende type - Grøn stær - Karnitin-palmitoyltransferase II-mangel - Hæmokromatose - Hæmokromatose, type 2 - Homocystinuri - Hypertrofisk kardiomyopati, autosomal dominant mutation af TNNT2 - Mellemkædet ACYL-CoA dehydrogenase-mangel - Mikrocefali - Muckle-Wells-syndrom - Oligodendroglioma - Parkinsons sygdom - Fæokromocytom - Porfyri - Porfyri cutanea tarda - Porfyri (hepatoerythropoietisk) - popliteal pterygium-syndrom - Progeria (Hutchinson-Gilfords syndrom) - prostatakræft - Sticklers syndrom - Sticklers syndrom, COL11A1 - trimethylaminuri - Ushers syndrom - Ushers syndrom type II - Van der Woudes syndrom - Variegat porfyri |